# Золотой глобус (премия, 1948)
5-я церемония вручения наград премии «Золотой глобус»

10 марта 1948
Лучший фильм : 

«Джентльменское соглашение»
5-я церемония вручения наград премии «Золотой глобус» за заслуги в области кинематографа за 1947 год. Церемония была проведена 10 марта 1948 года в «Hollywood Roosevelt Hotel» в Лос-Анджелесе, штат Калифорния, США.

## Победители
| Победители выделены отдельным цветом. |

| Категории                    | Фотографии лауреатов | Победители                                   |
| ---------------------------- | -------------------- | -------------------------------------------- |
| Лучшая мужская роль — драма  |                      | • Рональд Колман — «Двойная жизнь»           |
| Лучшая женская роль — драма  |                      | • Розалинд Расселл — «Траур к лицу Электре»  |
| Лучший режиссёр              |                      | • Элиа Казан — «Джентльменское соглашение»   |
| Лучший фильм                 |                      | • «Джентльменское соглашение»                |
| Лучший актёр второго плана   |                      | • Эдмунд Гвенн — «Чудо на 34-й улице»        |
| Лучшая актриса второго плана |                      | • Селеста Холм — «Джентльменское соглашение» |
| Лучший кинооператор          |                      | • Джек Кардифф — «Чёрный нарцисс»            |
| Лучший дебют актёра          |                      | • Ричард Уидмарк — «Поцелуй смерти»          |
| Лучший дебют актрисы         |                      | • Лоис Максвелл — «Эта девушка из Хагена»    |
| Лучшая музыка к фильму       |                      | • «Жизнь с отцом»                            |
| Лучший сценарий              |                      | • Джордж Ситон — «Чудо на 34-й улице»        |